# Серкел (Монтана)
Серкел (англ. Circle) — місто (англ. town) в США, в окрузі Маккоун штату Монтана. Населення — 591 особа (2020).

## Географія
Серкел розташований за координатами 47°25′3″ пн. ш. 105°35′13″ зх. д. / 47.41750° пн. ш. 105.58694° зх. д. (47.417624, -105.586969).  За даними Бюро перепису населення США в 2010 році місто мало площу 2,03 км², уся площа — суходіл.

## Демографія
Згідно з переписом 2010 року, у місті мешкало 615 осіб у 278 домогосподарствах у складі 159 родин. Густота населення становила 303 особи/км².  Було 343 помешкання (169/км²).
Расовий склад населення:
| - 97,7 % — білих - 0,3 % — азіатів - 0,2 % — корінних американців - 0,2 % — чорних або афроамериканців |

До двох чи більше рас належало 1,6 %. Частка іспаномовних становила 1,6 % від усіх жителів.
За віковим діапазоном населення розподілялося таким чином: 23,3 % — особи молодші 18 років, 50,7 % — особи у віці 18—64 років, 26,0 % — особи у віці 65 років та старші. Медіана віку мешканця становила 45,9 року. На 100 осіб жіночої статі у місті припадало 88,1 чоловіків;  на 100 жінок у віці від 18 років та старших — 84,4 чоловіків також старших 18 років.
Середній дохід на одне домашнє господарство  становив 56 407 доларів США (медіана — 36 250), а середній дохід на одну сім'ю — 67 366 доларів (медіана — 56 250). Медіана доходів становила 38 688 доларів для чоловіків та 29 400 доларів для жінок. За межею бідності перебувало 12,0 % осіб, у тому числі 14,3 % дітей у віці до 18 років та 12,7 % осіб у віці 65 років та старших.
Цивільне працевлаштоване населення становило 298 осіб. Основні галузі зайнятості: сільське господарство, лісництво, риболовля — 17,1 %, освіта, охорона здоров'я та соціальна допомога — 15,4 %, будівництво — 14,1 %.